# ایوانووتسی (استان کیوستندیل)
ایوانووتسی (به بلغاری: Ivanovtsi) یک منطقهٔ مسکونی در بلغارستان است که در شهرستان کیوستندیل واقع شده‌است.